# كيفن فيشر
كيفن فيشر (بالإنجليزية: Kevin Fisher)‏ هو لاعب كرة قدم بريطاني في مركز الهجوم، ولد في 27 مارس 1995. لعب مع Islanders FC ‏.

## وصلات خارجية
- كيفن فيشر على موقع قاعدة بيانات كرة القدم.إي يو (الإنجليزية)
- كيفن فيشر على موقع ناشيونال فوتبول تيمز (الإنجليزية)